# Chiesa di Santa Teresa (Lussemburgo)
La chiesa di Santa Teresa (in francese église Sainte-Thérèse de Luxembourg, in lussemburghese Kierch Lëtzebuerg-Gaasperech) è una chiesa cattolica situata nel quartiere di Gasperich della città di Lussemburgo in Lussemburgo.

## Storia
La prima pietra della chiesa di Gasperich venne posta nel maggio del 1932 e già un anno dopo vi si poté celebrare la prima messa. I progetti furono realizzati dall'architetto Jean Macke. Nel 1966, la chiesa venne stata adattata ai requisiti della riforma liturgica sotto la direzione dell'architetto Edouard Reuter venendo stata definitivamente completata. Fu consacrata il 27 novembre 1966 dal vescovo Léon Lommel.

## Descrizione
L'interno custodisce un grande organo.